# George Keith
Pour les articles homonymes, voir Keith.
George Keith, 10e comte Marischal est un officier d'armée écossais né le 2 avril 1693 à Inverurie Castle et mort le 28 mai 1778 à Berlin. Il porte le titre d'Earl Marischal ou comte-maréchal d'Écosse car celui-ci est héréditaire au sein du clan Keith.

## Biographie
George Keith sert d'abord avec distinction sous Marlborough mais refuse, après la mort de la reine Anne en 1715, de reconnaître pour roi George Ier. Comme les Jacobites, il veut faire proclamer roi le fils de Jacques II: Jacques François Stuart. A la fuite du prince, il est condamné à mort par le parlement et quitte l'Angleterre. Il entre au service de l’Espagne et devient maréchal de camp. George Keith gagne ensuite la Prusse et devient ministre et ami de Frédéric II. Il est d'abord chargé de représenter le roi de Prusse à la Cour de Versailles puis, en 1754, il est nommé par Frédéric II, gouverneur de la principauté de Neuchâtel, fonction qu'il remplit jusqu'en 1768. C'est à cette occasion qu'il se lie d'amitié avec Jean-Jacques Rousseau alors en exil à Môtiers de 1762 à 1765 à la suite de la condamnation de l'Emile et du Contrat social. C'est en effet par son entremise que le philosophe se voit accorder un droit de séjour dans la principauté de Neuchâtel.

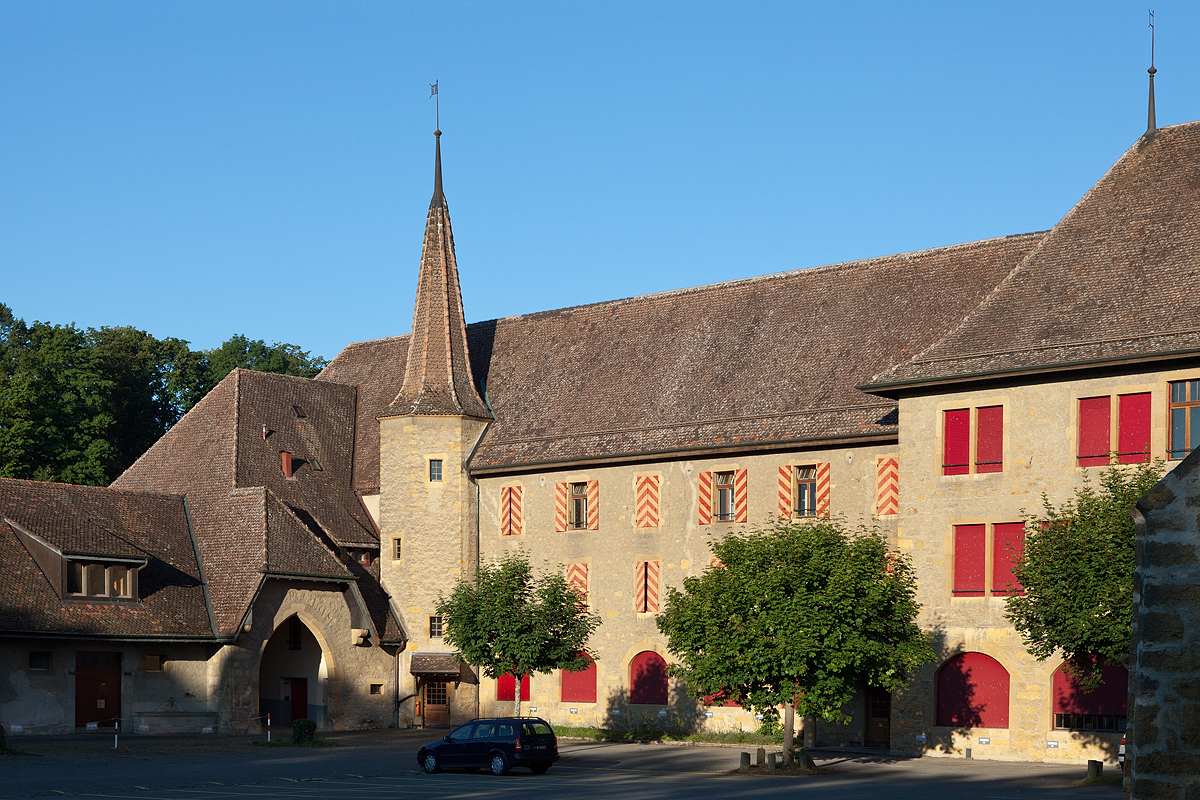
Château de Colombier, demeure du Lord Marischal.

## Descriptions

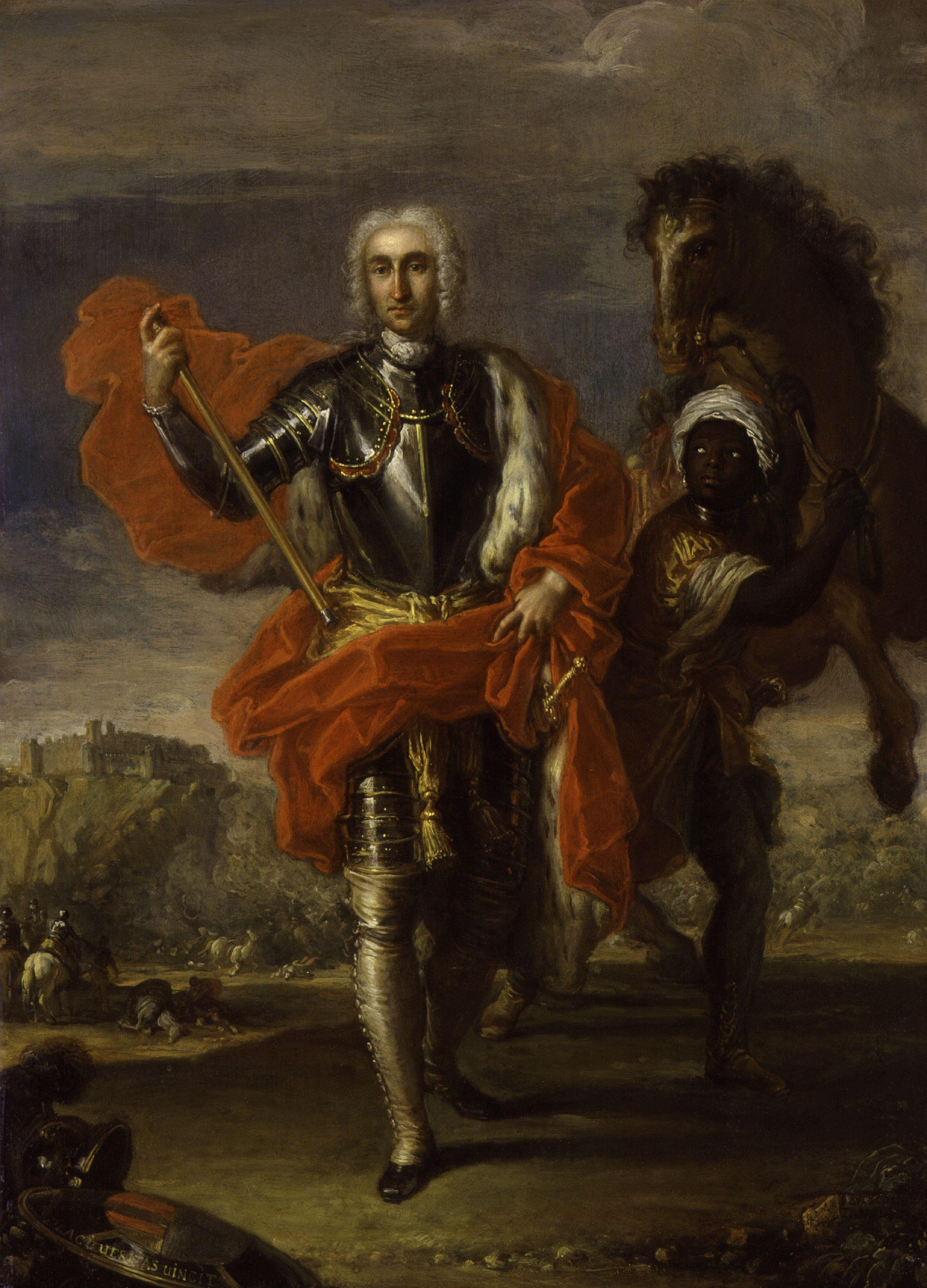
George Keith, Placido Costanzi, circa 1733

D'Alembert dit de lui : « Milord Maréchal aimait à conter, mais ne contait jamais qu'à propos, avec simplicité, quoique avec finesse, et surtout avec ce bon goût qui écarte les détails inutiles. »
Rousseau, dans ses Confessions, le décrit ainsi : « Milord Maréchal n'est pas sans défaut; c'est un sage, mais c'est un homme. Avec l'esprit le plus pénétrant, avec le tact le plus fin qu'il soit possible d'avoir, avec la plus profonde connaissance des hommes, il se laisse abuser quelquefois, et n'en revient pas. Il a l'humeur singulière, quelque chose de bizarre et d'étranger dans son tour d'esprit. Il paraît oublier les gens qu'il voit tous les jours, et se souvient d'eux au moment qu'ils y pensent le moins: ses attentions paraissent hors de propos; ses cadeaux sont de fantaisie, et non de convenance. Il donne ou envoie à l'instant ce qui lui passe par la tête, de grand prix ou de nulle valeur, indifféremment. »

## Gouverneur de Neuchâtel
Frédéric II place de grands espoirs en George Keith lorsqu'il l'envoie à Neuchâtel. Bien qu'il s'agisse de l'un des gouverneurs les plus actifs durant le règne des Hohenzollern sur Neuchâtel, Keith se lasse vite de cet office. Il échoue dans sa mission de faire codifier le droit civil de la principauté, s'épuise au contact des Neuchâtelois, quitte la principauté en 1759, y retourne en 1762, mais refuse de s'occuper des affaires de Neuchâtel, puis retourne à Berlin et renonce à sa charge en 1766.